# Thomas Bröker
Thomas Bröker (* 22. Januar 1985 in Meppen) ist ein ehemaliger deutscher Fußballspieler.

## Werdegang
Im Alter von sechs Jahren begann Bröker im Meppener Ortsteil Hemsen mit dem Fußballspielen. Für den SV Hemsen spielte er bis 1995, als er zum SV Union Meppen wechselte. Als 13-Jähriger schloss er sich dem erfolgreichsten örtlichen Verein an; beim SV Meppen durchlief der Mittelstürmer die Jugendmannschaften und avancierte dann in der 1. Mannschaft, die in der Oberliga Nord spielte, zum Stammspieler.
Vor Beginn der Saison 2004/05 wechselte er zum 1. FC Köln, für den er 15 Spiele für die Profimannschaft in der 2. Bundesliga und 25 Spiele für die Amateurmannschaft in der Regionalliga Nord absolvierte. Für die Spielzeit 2005/06 wurde Bröker an den Zweitligisten Dynamo Dresden ausgeliehen. Ende August 2006 wechselte er trotz eines bis zum Ende der Saison 2006/07 gültigen Vertrags wenige Stunden vor Ablauf der Wechselfrist zum SC Paderborn 07.
Nach der Saison 2006/07 schien sich Bröker erneut mit Dynamo Dresden einig zu werden; doch obwohl der Vertrag bereits unterschrieben war, trat Dynamo Dresden davon zurück. Der SC Paderborn hatte auf einer Ablöse für Bröker bestanden, die Dynamo nicht zu zahlen bereit war. Nachdem sich beide Vereine schließlich geeinigt hatten, spielte Bröker ab der Saison 2007/08 wieder für Dynamo Dresden. Mit Dresden qualifizierte er sich für die neu geschaffene 3. Profi-Liga.
Zur Saison 2009/10 wechselte er zum Zweitligisten Rot Weiss Ahlen, bei dem für eine Saison unter Vertrag stand. Zur Spielzeit 2010/11 wechselte er zu Fortuna Düsseldorf. In seiner ersten Saison kam er in 25 Einsätzen auf fünf Tore und landete mit der Fortuna auf dem siebten Rang der 2. Bundesliga. Im zweiten Jahr in Düsseldorf stieg er mit dem Klub als Tabellendritter in die Bundesliga auf.
Im Sommer 2012 verpflichtete ihn erneut der 1. FC Köln. Bröker unterschrieb einen bis 30. Juni 2015 gültigen Dreijahresvertrag. Nach lediglich drei Kurzeinsätzen in der Spielzeit 2014/15 verließ Bröker die Kölner am Saisonende erneut.
Am 30. Mai 2015 unterschrieb er einen Zweijahresvertrag mit Option auf ein weiteres Jahr beim MSV Duisburg. Sein erstes Tor für den MSV erzielte er am 7. November 2015 im Zweitligaspiel gegen den SC Freiburg (1:1).
In der Winterpause der Saison 2017/18 löste Bröker seinen Vertrag in Duisburg auf und wechselte zum Drittligisten SC Fortuna Köln.
Nach dem Abstieg mit den Südstädtern in die Regionalliga beendete der Stürmer seine aktive Karriere.

## Erfolge
- 2004/05: Aufstieg in die Bundesliga mit dem 1. FC Köln
- 2011/12: Aufstieg in die Bundesliga mit Fortuna Düsseldorf
- 2013/14: Aufstieg in die Bundesliga mit dem 1. FC Köln